# وارطان خاچاطریان
وارطان ژورایی خاچاطریان (ارمنی: Վարդան Ժորայի Խաչատրյան؛ زادهٔ ۶ آوریل ۱۹۵۹) یک سیاستمدار اهل ارمنستان است که از تاریخ ۱۹۹۵ تا تاریخ ۱۹۹۹ سمت نمایندگی دوره اول مجلس ملی جمهوری ارمنستان را برعهده داشت.

## زندگی‌نامه
در 	۶ آوریل ۱۹۵۹ در [[]] به دنیا آمد و از دانشگاه ملی پلی‌تکنیک ارمنستان فارغ‌التحصیل شد. 